# إعلان الاستقلال الفلسطيني

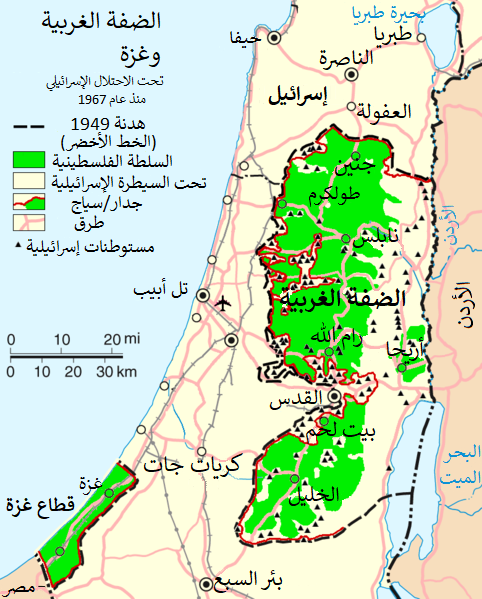
الدولة الفلسطينية التي اُعلنت على حدود الضفة الغربية وقطاع غزة

وثيقة إعلان الاستقلال هو إعلان استقلال دولة فلسطين (للمرة الثانية) الذي تم في تاريخ 15 نوفمبر 1988 من طرف منظمة التحرير الفلسطينية، في دورة المجلس الوطني الفلسطيني الـ19 المنعقدة في قاعة قصر الصنوبر في الجزائر العاصمة. وهو الثاني بعد إعلان الاستقلال وإقامة حكومة عموم فلسطين في المؤتمر الفلسطيني الذي عقد في غزة في تشرين الأول 1948.

## وثيقة إعلان الاستقلال

### خلفية سياسية
حاولت القيادة الفلسطينية الاستفادة من اندلاع الانتفاضة في أواخر 1987 في التوصل إلى حل سياسي قائم على دولة فلسطينية في الضفة الغربية وقطاع غزة، فيما استمر الرفض الإسرائيلي والأمريكي للتفاوض مع منظمة التحرير. في فبراير 1988 بدأ وزير الخارجية الأمريكي جورج شولتز بمبادرة سياسية في المنطقة تسعى إلى التوصل إلى تسوية سياسية قوامها اتفاق إسرائيلي أردني مع صيغة مشاركة فلسطينية تقبل بها إسرائيل، وواجهت هذه المحاولة معارضة فلسطينية شديدة عبرت عنها بيانات القيادة الوطنية الموحدة للانتفاضة. في يوليو 1988 أعلن ملك الأردن الحسين بن طلال فك الارتباط الإداري والقانوني مع الضفة الغربية منهيا بذلك ما كان يعرف بالخيار الأردني. توجهت منظمة التحرير إلى ملء الفراغ السياسي والقانوني الناشئ عن فك الارتباط والدعوة إلى مؤتمر دولي للسلام في الشرق الأوسط، إلا إنها وُجِهت برفض الإدارة الأمريكية لمشاركة منظمة التحرير في عملية السلام، التي اشترطت قبول قرار مجلس الأمن 242 و«نبذ الإرهاب».

### الإعلان
تنص الوثيقة التي كتبها محمود درويش وقرأها أمام المجلس الوطني ياسر عرفات، بعد مقدمة تاريخية عن الظلم الذي وقع على الشعب الفلسطيني وعن ثبات الفلسطينيين ونضالهم الذي دام لعقود وصولا إلى الانتفاضة في الأرض المحتلة، على الإعلان عن «قيام دولة فلسطين فوق أرضنا الفلسطينية وعاصمتها القدس الشريف». يستند النص سياسيا وحقوقيا إلى «الحق الطبيعي والتاريخي والقانوني للشعب العربي الفلسطيني في وطنه فلسطين وتضحيات أجياله المتعاقبة دفاعاً عن حرية وطنهم واستقلاله وانطلاقاً من قرارات القمم العربية، ومن قوة الشرعية الدولية التي تجسدها قرارات الأمم المتحدة منذ عام 1947، وممارسة من الشعب العربي الفلسطيني لحقه في تقرير المصير والاستقلال السياسي والسيادة فوق أرضه»، وهي صيغة قوبلت

بإجماع فصائل منظمة التحرير التي قدمت لاحقا قراءات مختلفة لها، واستقبلت بجو احتفالي في القاعة إذ صفق الحضور وقوفا وعزفت فرقة الجيش الجزائري الموسيقية النشيد الوطني الفلسطيني.
استناداً إلى الحق الطبيعي والتاريخي والقانوني للشعب العربي الفلسطيني في وطنه فلسطين وتضحيات أجياله المتعاقبة دفاعاً عن حرية وطنهم واستقلاله وانطلاقاً من قرارات القمم العربية، ومن قوة الشرعية الدولية التي تجسدها قرارات الأمم المتحدة منذ عام 1947، وممارسة من الشعب العربي الفلسطيني لحقه في تقرير المصيروالاستقلال السياسي والسيادة فوق أرضه. فإن المجلس الوطني يعلن، باسم الله وباسم الشعب العربي الفلسطيني قيام دولة فلسطين فوق أرضنا الفلسطينية، وعاصمتها القدس الشريف
من نص إعلان الدولة الفلسطينية، 15 نوفمبر 1988

### الفحوى السياسية
يرجع إعلان الاستقلال في نصّه بقرارات الأمم المتحدة الصادرة 1947، ما يتضمن القبول بقرار تقسيم فلسطين إلى دولة يهودية ودولة عربية. رافق إعلان الاستقلال برنامج سياسي جديد يعترف بقراري مجلس الامن 242 و338، مع اشتراط التوافق مع الحقوق الفلسطينية، ويدين الإرهاب، ويمنح المجلس الوطني الفلسطيني صلاحية تشكيل حكومة في المنفى في الوقت الذي يجده ملائما، ويمنح اللجنة التنفيذية صلاحيات ووظائف حكومة المنفى إلى حين تشكيلها. كذلك حصلت القيادة الفلسطينية على صلاحية التفاوض من أجل حل قائم على قراري مجلس الأمن المذكورين الذين ينصان على حدود العام 1967 وهو ما أكده ياسر عرفات قبوله في خطابه أمام الجمعية العامة في الامم المتحدة بعد شهر.
إن منظمة التحريرالفلسطينية ستعمل للوصول لتسوية سلمية شاملة بين أطراف الصراع العربي – الإسرائيلي، بما في ذلك دولة فلسطين وإسرائيل والدول الأخرى، في إطار المؤتمر الدولي للسلام في الشرق الأوسط بما يحقق المساواة وتوازن المصالح، وخاصة حق شعبنا في التحرر والاستقلال الوطني، واحترام حق العيش والسلام والأمن للجميع، ووفقاً للقرارين 242 و 338. وفي حال الإقرار بهذه الأسس داخل المؤتمر الدولي، نكون قطعنا شوطاً أساسياً نحو الحل العادل، مما يتيح الاتفاق على كل ترتيبات الأمن والسلام.

من خطاب ياسر عرفات أمام الجمعية العامة في الامم المتحدة، 13 ديسمبر 1993

## ردود الفعل الدولية
رفضت الولايات المتحدة الأمريكية الاعتراف بدولة فلسطينية ومنعت ياسر عرفات من السفر إلى نيويورك لمخاطبة الجمعية العامة في الأمم المتحدة، فقررت تلك، وفي خطوة غير مسبوقة، نقل الاجتماع إلى جنيف. في الاجتماع الذي انعقد في 14 ديسمبر 1988 أيدت 150 دولة قرارا يرحب بقرارات المجلس الوطني الفلسطيني الأخيرة ويدعو لمشاركة منظمة التحرير في مؤتمر دولي للسلام، وعلى قرار ثان بتغيير اسم وفد منظمة التحرير المراقب إلى «وفد فلسطين». أعلنت 84 دولة فورا اعترافا كاملا بدولة فلسطين، وفي الأسابيع التالية أعلنت 20 دولة اعترافا مشروطا. بعد تصريح أدلى به ياسر عرفات في مؤتمر صحفي في جنيف أكد فيه على «حق جميع أطراف النزاع بالوجود في سلام وأمن، بما فيه الدولة الفلسطينية وإسرائيل وجيرانها، وفقا للقرار 242» ورفضه «كليا وبالمطلق لجمسع أنواع الإرهاب بنا فيه إرهاب الأفراد والجماعات والدولة»، وافق وزير الخارجية الأمريكي جورج شولتز على بدء حوار رسمي مع منظمة التحرير. في يناير 1988 حققت منظمة التحرير مكسبا رمزيا بحصولها على حق مخاطبة مجلس الأمن على قدم المساواة مع الدول الأعضاء.

## ردود الفعل الفلسطينية
لاقى إعلان قيام الدولة الفلسطينية ترحيبا شعبيا في الضفة الغربية وقطاع غزة وحظي بإجماع فصائل منظمة التحرير. أما البرنامج الفلسطيني المرافق لهذا الإعلان فكان محل خلاف، فأيدته حركة فتح والجبهة الديمقراطية لتحرير فلسطين، بينما عارضت الجبهة الشعبية لتحرير فلسطين وجبهة النضال الشعبي البند المتعلق بقبول قرارات مجلس الأمن 242 و338 (قبلهما المجلس الوطني بواقع 253 مقابل 64 صوتا)، إلا أنها لم تنسحب هذه المرة من اللجنة التنفيذية أو من المجلس المركزي. كذلك رفضت الفصائل الفلسطينية الخارجة عن منظمة التحرير توجه قيادة منظمة التحرير الجديد نحو حل تفاوضي قائم على حدود 1967(ص.871) كذلك رفضته حركة المقاومة الفلسطينية حماس حديثة التأسيس، التي أكدت في ميثاقها الصادر في أغسطس 1988، وأكدت على سعيها لإقامة «دولة الإسلام» فوق فلسطين كلها.

## إعلان الاستقلال الفلسطيني اليوم

دول تعترف بدولة فلسطين.
دول لا تعترف بدولة فلسطين.

تعترف اليوم 143 دولة بفلسطين، وهناك يقارب 70 ممثلية فلسطينية لها صفة سفارة. ونالت فلسطين صفة عضو مراقب في الامم المتحدة التي وافقت على إدراج العلم الفلسطيني إلى الأعلام المرفوعة عند مبناها.
تحتفل سلطة الحكم الذاتي الفلسطينية بذكرى اعلان الاستقلال باعتباره يوم الاستقلال، وهو يوم عطلة رسمية في مناطقها.